# 毛鳳韶
毛鳳韶（1490年—？），字瑞成，號聚峰，湖廣承宣布政使司黃州府麻城（今湖北麻城市）人，明朝政治人物。

## 生平
正德八年（1513年）癸酉科湖廣鄉試第五十二名，后參加會試第一百八十名。正德十六年（1521年），登第三甲第一百六十七名進士。授浦江縣知縣，為官有廉政，嘉靖六年（1527年）九月升任監察御史，上疏陳弭災八事，巡按陝西、雲南等地懲罰貪污官員。十二年（1533年）因事被貶為嘉定州判官，十六年升嚴州府推官，十九年官南阳府同知，官至雲南按察使司僉事，二十二年十二月考察去職。著有《聚峯文集》、《浦江志略》。

## 家族
曾祖父毛性中；祖父毛本學，曾任監生以子毛騤贈南京戶部主事；父親毛驥，字汝德。母楊氏；繼母何氏。永感下。